# 한국폴리텍IV대학
한국폴리텍Ⅳ대학(韓國폴리텍四大學, Korea Polytechnic Ⅳ)은 대한민국의 대전광역시와 호서 지방을 관할로 한 지역거점 한국폴리텍대학의 하나이다.

## 캠퍼스
- 대전캠퍼스
- 청주캠퍼스
- 아산캠퍼스
- 충남캠퍼스
- 충주캠퍼스

## 폐교된 캠퍼스
- 제천캠퍼스

## 같이 보기
- 대한민국의 교육